# ハスラー (映画)
『ハスラー』（原題: The Hustler）は、1961年のアメリカ合衆国のドラマ映画。ロバート・ロッセン監督作品。ポール・ニューマン演じる若きハスラー（日本では「ビリヤードをする人」という意味が定着しているが、本来はギャンブルで相手を騙して金を巻き上げる勝負師の意）と、伝説的なビリヤードプレイヤーとの対決を描く。

## 概要

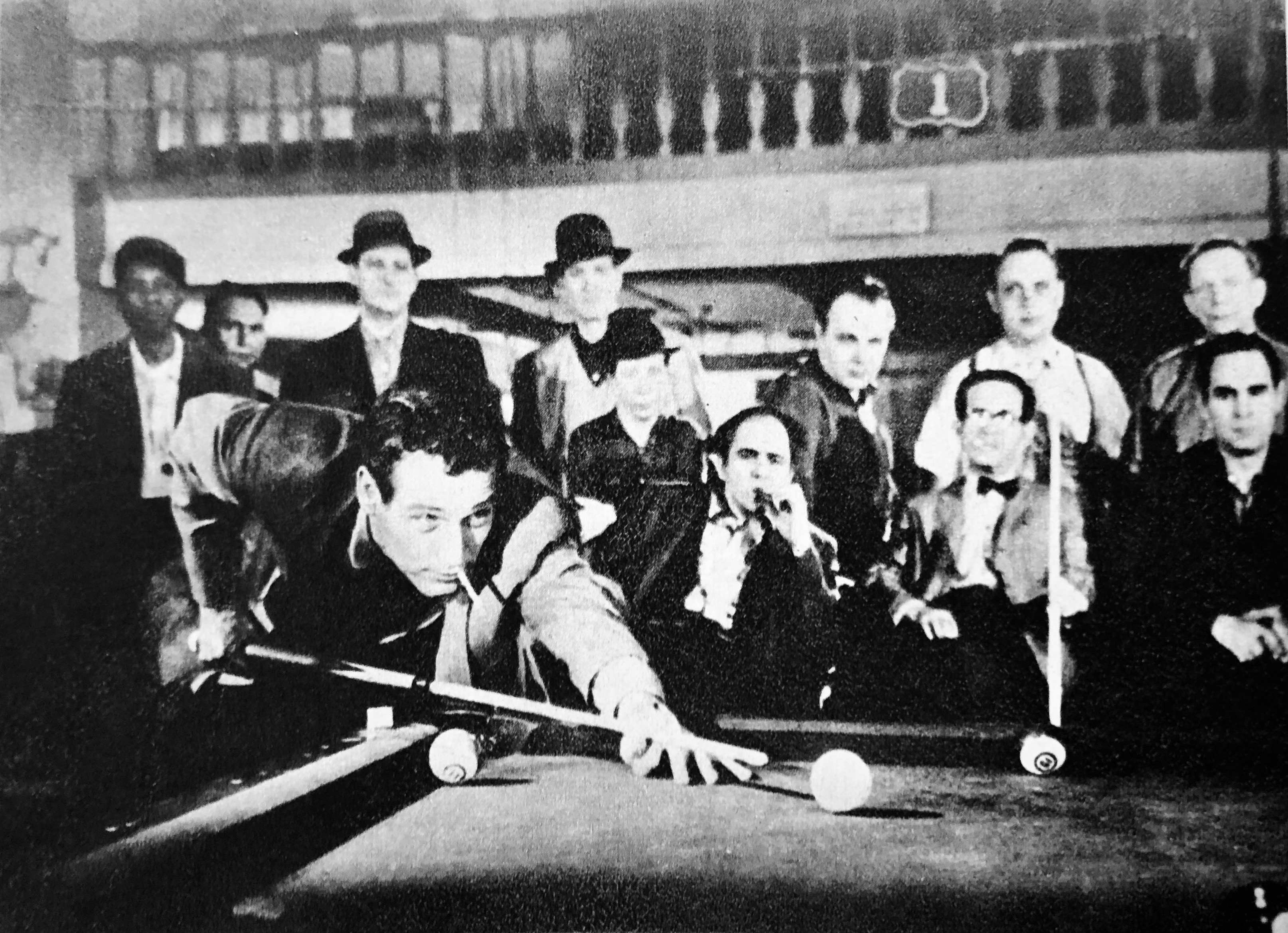
ポール・ニューマン

ウォルター・テヴィスの同名小説が原作である。ビリヤードを主題にした映画として知名度が高い。
本作品で主役を演じたポール・ニューマンについて、『傷だらけの栄光』や『熱いトタン屋根の猫』で成長した演技を披露したものの、それまでマーロン・ブランドやジェームズ・ディーンたちの模倣者として認識されていたニューマンが、初めて自分の演技スタイルを確立した作品だとニューマンの伝記作家エリック・ラックスは賞賛している。ニューマンはこの作品で英国アカデミー賞男優賞を受賞した。ミネソタ・ファッツ役のジャッキー・グリーソン、冷酷な賭博師を演じたジョージ・C・スコットらの演技も高く評価されている。
1961年度のアカデミー賞において作品賞や監督賞を含む8部門にノミネート、そのうち撮影賞と美術賞を受賞した。他に英国アカデミー賞作品賞、ニューヨーク映画批評家協会賞監督賞、ナショナル・ボード・オブ・レビュー賞助演男優賞など受賞多数。1997年にはアメリカ国立フィルム登録簿に登録された。

## ストーリー
“ファースト・エディ”として知られる若きハスラー、エディ・フェルソン。自分こそが最強のハスラーだと信じるエディは、15年間不敗という伝説を持つビリヤードプレイヤー、“ミネソタ・ファッツ”相手に真剣勝負を挑む。一時はファッツ相手に大幅に勝ち越すエディ、だが二人の勝負を観戦するプロの賭博師バートはエディのことを負け犬呼ばわりする。一昼夜を超える死闘の末、憔悴したエディはバートの言うとおりファッツの強靭な精神力の前に完敗する。
傷心のエディを救ったのは自称「女子大生」のサラだった。エディとサラは互いに惹かれあい、同棲を始める。そんなある日エディはとある酒場でバートと再会、バートはエディを再び負け犬呼ばわりし、ファッツに勝つためにはビリヤードの才能だけではなく精神力が不可欠だと言う。更にファッツと再戦するためには大金が必要であり、その金を得るためには後援者の存在が欠かせないと説くバート。しかし、エディはその申し出を拒絶、自分の力だけで必要な資金を稼ぐと啖呵を切る。
寂れたビリヤード場で以前と同じようにけち臭いビリヤード賭博をしようとするエディ。勝負には勝ったものの、相手のハスラーによってエディは報復に親指を折られてしまう。サラの献身的な介護のおかげで無事骨折が癒えるエディ、そして彼はバートの提案を受け入れることを決意する。
バートの指示に従い、エディとサラは地方の有力者とビリヤード賭博をするためにケンタッキーダービー開催中のルイビルを訪れる。慣れないルールで行われるビリヤード勝負に苦戦し、バートに追加の資金援助を乞うエディ。そんな惨めなエディに対しサラは賭博を止めて一緒にルイビルを立ち去るように懇願するが、エディは聞き入れない。激昂してサラを追い返すエディを見て、バートは賭け金の釣り上げを提案する。
見事相手を打ち破り、大金を手にするエディとバート。一足先にホテルに帰ったバートは、サラを傷つけ弄ぶ。遅れてホテルにたどり着いたエディは、バートの部屋の浴室でサラが自殺したと知る。悲憤と激情に駆られバートに殴りかかるエディ、だが現場検証に来た警官たちに羽交い絞めにされる。
ルイビルで手にした資金を元手に、エディはファッツに再戦を挑む。「勝負に勝つために必要な精神力は、ルイビルのホテルで手に入れた」と自嘲するエディは、ファッツ相手に勝ち続ける。完膚なきまでにファッツを叩きのめして大金を得たエディを見て、バートは後援者として分け前を要求する。自分を脅迫するバートに対し、彼女が生きていた頃には言えなかったサラへの愛を真摯に語るエディ。そしてエディは人間らしい感情を持たず、ただ勝利にのみ拘るバートこそ負け犬だと非難する。そんなエディに対し、バートは何も言い返せない。
バートを打ちのめし、ビリヤード場を立ち去るエディ。去り際にエディとファッツは互いにビリヤードの腕前を称えあうのだった。

## キャスト
| 役名                 | 俳優                       | 日本語吹替                          | 日本語吹替   | 日本語吹替 |
| 役名                 | 俳優                       | NETテレビ版                         | フジテレビ版 |            |
| -------------------- | -------------------------- | ----------------------------------- | ------------ | ---------- |
| エディ・フェルソン   | ポール・ニューマン         | 川合伸旺                            | 田口計       |            |
| ミネソタ・ファッツ   | ジャッキー・グリーソン     | 館敬介                              | 大平透       |            |
| サラ・パッカード     | パイパー・ローリー         | 池田昌子                            | 平井道子     |            |
| バート・ゴードン     | ジョージ・C・スコット      | 西桂太                              | 西田昭市     |            |
| チャーリー・バーンズ | マイロン・マコーミック     | 勝田久                              | 真木恭介     |            |
| フィンドレイ         | マーレイ・ハミルトン       |                                     | 桑原たけし   |            |
| ビッグ・ジョン       | マイケル・コンスタンティン |                                     | 田中康郎     |            |
| 説教師               | ステファン・ギーラシュ     |                                     |              |            |
| ターク               | クリフォード・A・ペロー    |                                     |              |            |
| バーテンダー         | ジェイク・ラモッタ         |                                     |              |            |
| 会計係               | ゴードン・B・クラーク      |                                     | 村瀬正彦     |            |
| スコアキーパー       | アレクサンダー・ローズ     |                                     |              |            |
| ウェイトレス         | キャロリン・コーツ         |                                     | 渡辺典子     |            |
| 若きハスラー         | カール・ヨーク             |                                     | 石丸博也     |            |
| バーテンダー         | ヴィンセント・ガーディニア |                                     |              |            |
| ウィリー             | ウィリー・モスコーニ       |                                     | 横井光夫     |            |
| ゲーム係             |                            |                                     | 清川元夢     |            |
| バスのアナウンス     |                            |                                     | 塚田恵美子   |            |
| 不明 その他          | N/A                        | 高城淳一 加藤修 柳家小のぶ 高村章子 | ―            |            |
|                      |                            |                                     |              |            |
| 演出                 | 演出                       |                                     | 春日正伸     |            |
| 翻訳                 | 翻訳                       |                                     | 飯嶋永昭     |            |
| 調整                 | 調整                       |                                     | 山田太平     |            |
| 制作                 | 制作                       |                                     | 東北新社     |            |

- NETテレビ版：初回放送1968年2月4日『日曜洋画劇場』
- フジテレビ版：初回放送1974年6月14日『ゴールデン洋画劇場』

※日本語吹替はDVD（2枚組特別編）、BD収録。字幕翻訳：木原たけし

## テーマ
『ハスラー』はただビリヤードを題材にした映画に終わらず、人間にとって勝利とは、敗北とは何かを問い掛けた作品であるとされる。監督のロバート・ロッセンは本作品を、「エディが一人の人間として生きようとするために越えなければならない試練の物語」であると定義付けた。
映画評論家のロジャー・イーバートは、本作品の主題はファースト・エディとミネソタ・ファッツのビリヤード対決ではなく、エディのサラへの愛情と自己破壊願望のせめぎあいだと指摘している。

## 続編
1986年にマーティン・スコセッシを監督に迎え続編の『ハスラー2』（原題：The Color of Money）が製作された。主演に前作と同じくポール・ニューマン、相方に当時ブレイク中の若手俳優トム・クルーズを起用した『ハスラー2』は大ヒットを記録し、ニューマンに念願のアカデミー主演男優賞を齎した。

## トリビア
- 英単語『Hustler』には「勝負師」という意味の他に「売春婦」や「男娼」という意味があるため、本作品が売春についての作品だと勘違いされるのを危惧した20世紀フォックスの上層部が、映画の題名を変更するよう監督であるロバート・ロッセンに要請していたという。当初は『Stroke of Luck』という題名で呼ばれ、製作中に『Sin of Angels』に改題したが、結局公開前に『Hustler』に戻された[6]。

- ミネソタ・ファッツはルドルフ・ワンデロン（英語版）という実在するビリヤード名人がモデルになっており、当作品がヒットした結果、モデルとなったルドルフ本人がミネソタ・ファッツと呼ばれるようになった。「ルドルフ＝ミネソタ・ファッツ」を題材にした作品としてデータイーストが発売したセガサターンのソフト「サイドポケット2 ~伝説のハスラー~」（海外版タイトル「Minnesota Fats」）があり、当時健在だったルドルフ本人が映像出演＆最後の対戦相手として登場している。

- 映画中のビリヤードのプレイは殆ど全て役者本人が実際に行ったものである。ポール・ニューマンとジャッキー・グリーソンの二人は本作品のために、伝説的なビリヤードプロのウィリー・モスコーニ（英語版）から猛特訓を受けた。モスコーニはビリヤードの指導だけではなく、映画に端役で登場（カメオ出演）しているほかマッセ・ショットの高度なテクニックの代役を務めた。

- モスコーニの指導を受ける前からビリヤード名人として知られていたグリーソンと違い、ニューマンは本作品に出演する前は殆どビリヤードを遊んだことがなかったという。連日の指導の末に、グリーソンと張り合えるほどになったと自信を抱いたニューマンは、ある日グリーソンに50ドルの賭けビリヤードを挑んだ。結果は50個連続で的玉をポケットに落としたグリーソンの圧勝。ニューマンは約束どおり賭け金の50ドルを、瓶一杯に詰められた5000枚の1セント硬貨で支払った[7]。